# Gitega
Gitega (tudi Kitega) je glavno mesto Burundija in province Gitega. Stoji v središču države, 62 kilometrov vzhodno od prejšnjega glavnega mesta Bujumbura. Marca 2007 je takratni predsednik Pierre Nkurunziza oznanil, da bo Gitega postalo glavno mesto. Po odločitvi parlamenta Burundija je Gitega 19. januarja 2019 uradno postala glavno mesto. Po načrtu naj bi tja v roku treh let preselili vsi vladni uradi.
Mesto so ustanovili nemški kolonisti leta 1912.